# La sonnambula (Courbet)
La sonnambula (La Voyante o La Somnambule) è un quadro dipinto dal pittore francese Gustave Courbet, firmato e datato 1855.

## Descrizione
Quest'olio su tela è un ritratto a mezzobusto di una donna giovane, la cui identità è oggetto di dibattito: può darsi che la modella sia stata Juliette Courbet, la sorella più giovane dell'artista.
La donna è ritratta frontalmente, con la testa leggermente inclinata verso il basso, ma il viso emerge in chiaroscuro da uno sfondo scuro. A prima vista il suo sguardo sembra fisso verso lo spettatore, ma in realtà sembra essere vuoto, osservando verso una sorta di aldilà. Questo sguardo nel vuoto, voluto dal pittore, interroga e gioca con il titolo doppio dell'opera: si tratta di una visione o di una crisi di sonnambulismo?

## Analisi
Il quadro è stato realizzato riutilizzando una tela, come soleva fare Courbet.
I titoli dati al quadro indicano chiaramente che non era l'intento dell'artista quello di accontentarsi di un ritratto innocente, quanto piuttosto di rivelare una donna giovane che comunica con l'aldilà, dotata di qualche potere magnetico, persa nei pensieri impenetrabili.
Robert Fernier (1977) e Pierre Courthion (1986), ci videro la data "65" scritta in rosso con il pennello. Il primo riteneva che il quadro si fosse potuto ispirare all'opera La sonnambula di Vincenzo Bellini (anche se egli scrisse che era un'opera di Gaetano Donizetti), andata in scena al teatro italiano di Parigi nel 1862, con Adelina Patti nel ruolo di Amina. Un'analisi più attenta dimostrerebbe che in realtà v'è indicato "55". Tuttavia, Courbet a volte datava retroattivamente alcuni dei suoi dipinti. La questione della datazione è tanto meno certa, dato che in una lettera ad Alfred Bruyas, datata 18 febbraio del 1867, Courbet spiega al suo mecenate che aveva intenzione di inviare quattro tele, tra le quali La sonnambula, che faceva coppia con un'altra tela più antica, non al Salone bensì all'esposizione universale di Parigi. Ciò porta a un dubbio, accentuato da una confusione possibile con uno schizzo di questo stesso dipinto (oggi perduto). Nelle sue lettere Courbet menziona La sonnambula a più riprese: nel 1866 (ad Amsterdam il quadro ricevette una medaglia d'oro) e due volte nel 1873, quando scriveva dalla Svizzera al suo mercante parigino Alphonse Legrand.
Il quadro venne venduto da Juliette Courbet nel corso della grande vendita dello studio di suo fratello nel 1881 al padre di Élisée Cusenier (1851-1928): quest'ultimo, un mecenate bisuntino, lo lasciò in eredità al museo delle Belle Arti e di Archeologia di Besançon, nel 1934.